# Alcelaphus
Alcelaphus es un género de mamíferos artiodáctilos de la familia Bovidae conocidos vulgarmente como alcelafos o búbalos. Es propio de las sabanas africanas.
Son antilopes de extraña apariencia, más altos en la cruz que en la grupa y con la faz recta, estrecha y larga. Sus cuernos, que están presentes en ambos sexos, son anillados y crecen sobre un pedicelo exageradamente elevado.

## Especies
El género Alcelaphus incluye tres especies:
- Alcelaphus buselaphus
- Alcelaphus caama (antes considerada una subespecie de Alcelaphus  buselaphus)
- Alcelaphus lichtensteinii (a veces incluido en el género Sigmocerus)